# 世界で一番パパが好き
『世界で一番パパが好き』（せかいでいちばんパパがすき）は、1998年7月8日から9月23日までフジテレビ系「水曜劇場」枠（毎週水曜日 21:00 - 21:54）で放送された連続テレビドラマ。全12話。
根岸法律事務所に所属する弁護士・岡田善三（明石家さんま）と娘の仲町たみ（広末涼子）の奮闘劇を描く。

## あらすじ
岡田善三は、13年前に妻の浮気が原因で離婚した弁護士。ある日、その妻が亡くなったと連絡が入ったが、葬儀には行かなかった。数日後、仕事を終え帰宅すると、見知らぬ少女が家に居た。実はその少女は、13年前に別れた妻の元に置いてきた娘・たみだった。再会を喜んだ善三だったが、「お父さんの浮気のせいで離婚した」と、母から言われ育ってきた彼女は、彼を恨んでいた。

## キャスト
- 岡田善三〈41〉- 明石家さんま
民事専門の弁護士。
- 仲町たみ〈18〉- 広末涼子
善三と美里の娘。善三が女をつくって家族を捨てたと信じており、善三を恨んでいる。
- 福岡廉〈26〉- 萩原聖人
司法修習生。
- 沢口佳代〈28〉- 西田尚美
善三の同僚弁護士。
- 清水賢太〈19〉- 岡田義徳
たみの予備校友達。
- 根岸小百合〈22〉- 原沙知絵
- 坂上浩一〈40〉- 白井晃
- 小杉峰子〈44〉- 戸田恵子
- 根岸 義彦〈58〉- 津川雅彦
法律事務所所長。

### ゲスト
第1話
- 美里 - 及川麻衣
善三の元妻。自身の浮気が原因で離婚し、その後病死している。

第2話
- 岩田 - 塩見三省
刑事。

第4話
- らむ - 中島陽子
坂上の浮気相手。
- 川田 - ガッツ石松
らむの父親。

第6話
- 淳子 - 宮崎小枝子
クラブのママ。客との金銭トラブルに悩んでいる。
- 里香 - 奥田佳菜子
淳子の娘。

第7話
- 名倉 - 清水章吾
佳代の1人目の父親。
- 沢口 - 左とん平
亡くなった佳代の母親と再婚した2人目の父親。

第10話
- なるみ - 後藤理沙
- 大沢 - 佐戸井けん太
なるみの父親。

第11話
- 役不明 - 小林すすむ

## スタッフ
- 脚本：君塚良一
- 演出：鈴木雅之、石坂理江子、小池哲夫
- プロデュース：高井一郎
- 音楽：服部隆之
- 主題歌：TUBE「きっと どこかで」
- 演出補：小池哲夫 ほか
- 制作：フジテレビ

## 放送日程
| 各話                                                       | 放送日  | サブタイトル           | 演出       | 視聴率 |
| ---------------------------------------------------------- | ------- | ---------------------- | ---------- | ------ |
| 第1話                                                      | 7月08日 | 二人は一緒に暮らせるか | 鈴木雅之   | 21.1%  |
| 第2話                                                      | 7月15日 | 父は娘を助け出せるか   | 鈴木雅之   | 19.4%  |
| 第3話                                                      | 7月22日 | 母の嘘、13年めの真実   | 石坂理江子 | 15.3%  |
| 第4話                                                      | 7月29日 | 巣立ち                 | 石坂理江子 | 14.9%  |
| 第5話                                                      | 8月05日 | 依頼主は実の父!?       | 鈴木雅之   | 16.7%  |
| 第6話                                                      | 8月12日 | 小さな贈り物           | 石坂理江子 | 15.0%  |
| 第7話                                                      | 8月19日 | 娘は父を選べるか       | 鈴木雅之   | 15.5%  |
| 第8話                                                      | 8月26日 | キスと野菊と恋心       | 小池哲夫   | 15.0%  |
| 第9話                                                      | 9月02日 | 娘の結婚を父は許せるか | 石坂理江子 | 14.7%  |
| 第10話                                                     | 9月09日 | 父娘でデート           | 鈴木雅之   | 16.3%  |
| 第11話                                                     | 9月16日 | 最後のけんか           | 石坂理江子 | 16.3%  |
| 最終話                                                     | 9月23日 | そして二人は…          | 鈴木雅之   | 16.4%  |
| 平均視聴率 16.5%（視聴率は関東地区・ビデオリサーチ社調べ） |         |                        |            |        |

- 初回・最終回は、21時 - 22時9分の15分拡大放送[1]。